# Navahroedak
Navahroedak (Wit-Russisch: Навагрудак; Russisch: Новогрудок, Novogroedok; Pools: Nowogródek; Litouws: Naugardukas) is een stad in Wit-Rusland in de oblast Grodno. De stad had 29.287 inwoners bij de census van 2009.
De stad ligt in het noordwesten van Wit-Rusland, nabij de grenzen met Polen en Litouwen.

## Geschiedenis
De stad wordt een eerste maal in geschiedschrijving vernoemd in 1044 bij de beschrijving van de gevechten tussen Jaroslav de Wijze en Litouwse stammen. De plaats was gelegen in het leefgebied van de Krivitsjen dat onder controle kwam van het Kievse Rus tegen het einde van de 10e eeuw. In de 13e eeuw werd het door Mindaugas ingelijfd bij het grootvorstendom Litouwen. Na de Unie van Lublin in 1569 werd het opgenomen in het Pools-Litouwse Gemenebest.
In 1843 werd het toegevoegd aan het Gouvernement Minsk. In de stad was een belangrijke Joodse gemeenschap. Bij de eeuwwisseling in 1900 telde de stad 5.015 inwoners. In de Eerste Wereldoorlog werd de stad door de Duitsers bezet van 1915 tot 1918 en werd het vervolgens eerst door het Poolse leger en nadien door het Rode Leger bezet in de Pools-Russische Oorlog. Bij de Vrede van Riga in 1921 werd de stad Nowogródek toegewezen aan Polen (de Tweede Poolse Republiek) en werd het tussen 1919 en 1939 de hoofdstad van de gelijknamige woiwodschap.
In 1939 volgde de inval door Sovjettroepen en werd het gebied geannexeerd door de Sovjet-Unie als uitbreiding van de Wit-Russische Socialistische Sovjetrepubliek, zoals overeengekomen in het Molotov-Ribbentroppact. De Poolse bewoners van de stad werden gedeporteerd naar Siberische werkkampen als onderdeel van de grotere verdrijving van de Polen door de Sovjet-Unie.
Een maand was de stad de hoofdstad van de Navahroedak Oblast van de Wit-Russische SSR, gegeven de ligging van de stad in een uithoek van de oblast, werd de administratieve hoofdplaats evenwel al in december 1939 naar Baranovitsji overgebracht en werd dit ook in de naam van de oblast weerspiegeld.
Op 22 juni 1941 vielen de nazi-Duitsers de Sovjet-Unie binnen tijdens de Operatie Barbarossa.
Navahroedak viel op 4 juli 1941 na een bloedige slag waarbij een Sovjet eenheid omsingeld werd vlak bij de stad.
De opstand binnen het Rijkscommissariaat Ostland door de partizanen werd mede vanuit Navahroedak gevoerd. De Bielski-partizanen, een groep Joodse vrijwilligers, zijn initieel van hier afkomstig. In deze strijd verklaarden de 11 zusters van Nowogródek zich bereid de plaats in te nemen van door de Gestapo uit wraak gevangengenomen burgers, de Martelaren van Nowogródek werden op 1 augustus 1943 vermoord.
Het Rode Leger heroverde de stad na drie jaar naziterreur op 8 juli 1944. 45.000 personen stierven tijdens de oorlog in de stad en de onmiddellijke omgeving, waaronder zeker 10.000 Joden en 60% van de woningen werd vernietigd.
Navahroedak was een belangrijk Joods centrum, en ook een sjtetl. Al voor de Tweede Wereldoorlog was de Novardok Jesjiva, opgericht in 1896, hier gevestigd. In de al door de eeuwen heen multiculturele stad leeft ook een minderheid moslim Lipka-Tataren.

## Bezienswaardigheden

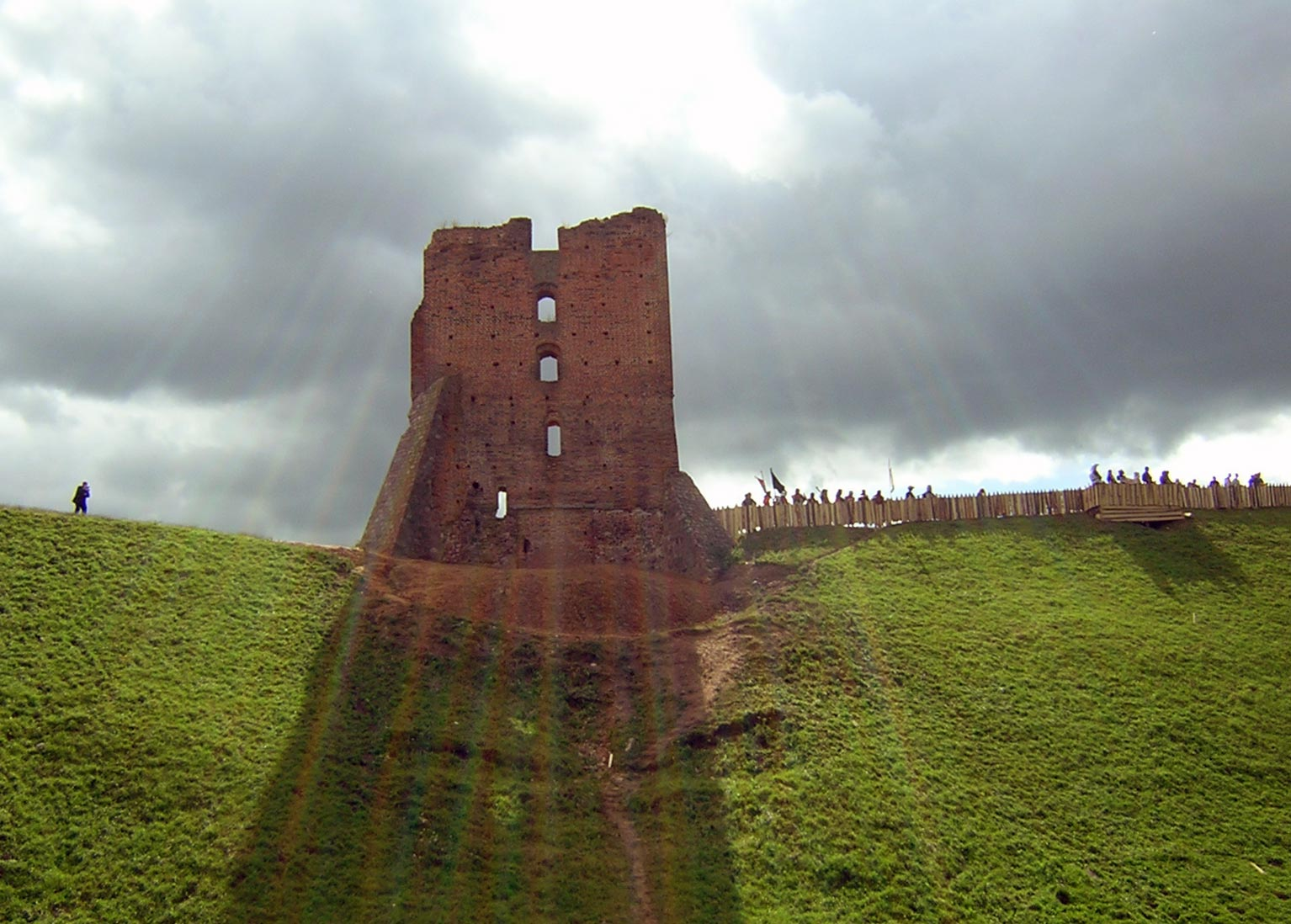
De Litouwse burcht

- de ruïnes van de burcht van de Litouwse vorst Mindaugas uit het midden van de 13e eeuw
- een 15e-eeuwse kerk
- een 18e-eeuwse synagoge
- Het Adam-Mickiewicz-huis en -museum
- Vele woningen uit de 18e en 19e eeuw
- een Tataarse moskee

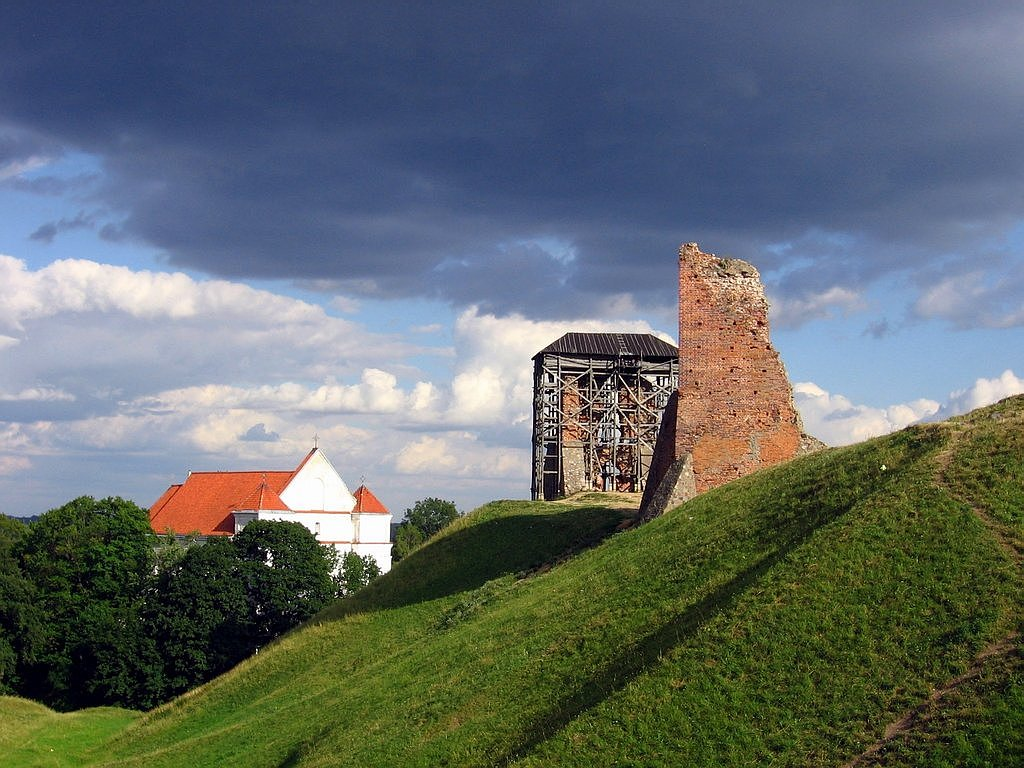
ruïnes van de burcht van Mindaugas
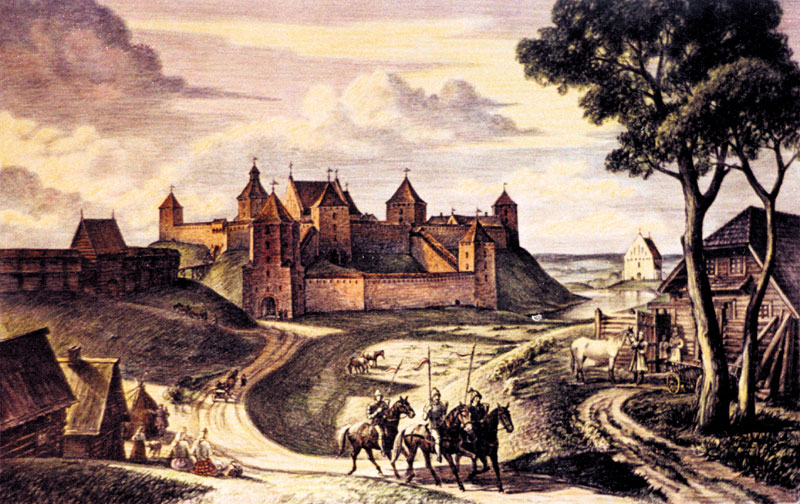
Reconstructie van de burcht
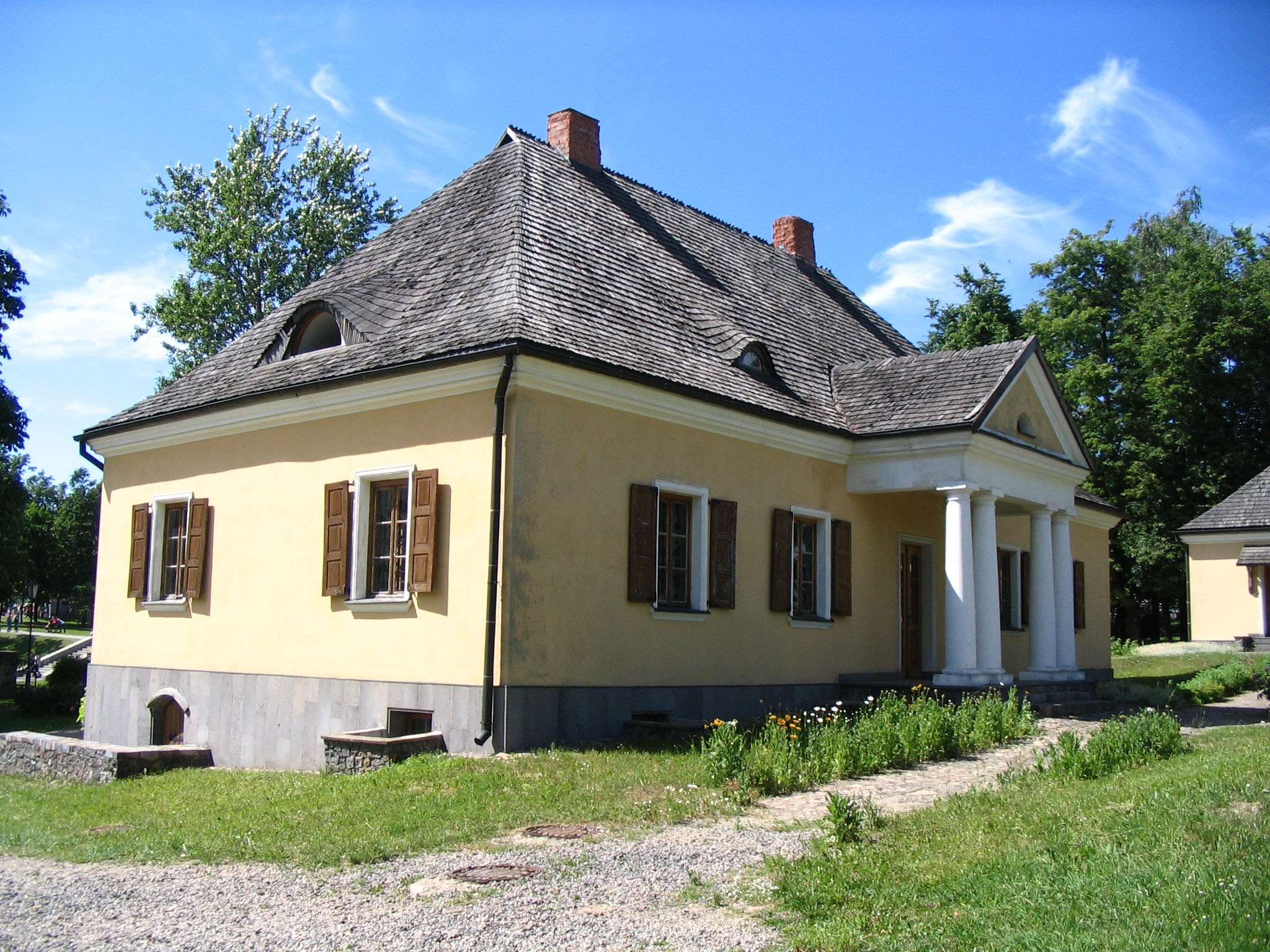
Het Adam-Mickiewicz-huis en -museum
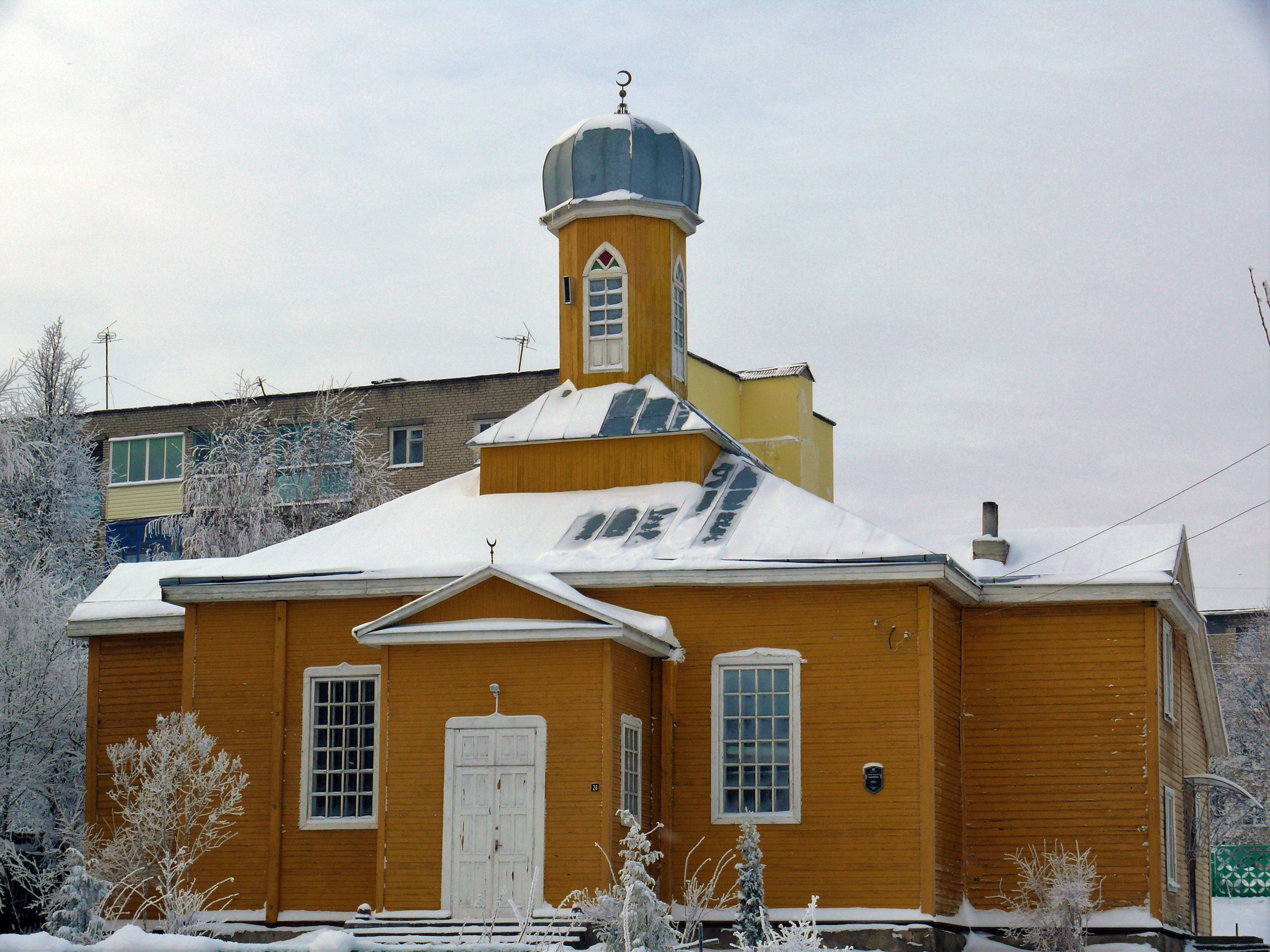
Tataarse moskee van Navahroedak

## Partnersteden
- Elbląg (Polen), sinds 1995

## Geboren
- Adam Mickiewicz (24 december 1798), Pools dichter - strikt gezien geboren in het dorp Zaosie vlak bij de stad. Hij werd wel gedoopt en bracht zijn jeugd door in Nowogródek.
- Alexander Harkavy (5 mei 1863), Joods schrijver
- Tuvia Bielski (8 mei 1906), Joods partizaan en zijn broers Alexander Zisel, Asael en Aharon, naar wie de Bielski-partizanen werden genoemd - strikt gezien geboren in het nabijgelegen Stankiewicze
- Kazimierz Stabrowski (10 juni 1929), Pools kunstschilder